# Molino de Castellanos
El Molino de Castellanos, situado en la ría de Ajo del municipio de Arnuero (Cantabria, España), es un Bien de Interés Cultural, por Decreto 132/2002, de 31 de octubre. Se trata de un molino de mareas, y además de este se ha delimitado un entorno de protección, consistente en un círculo de 300 metros de radio con centro en el Molino de Castellanos. Se pretende de esta manera conservar y proteger un inmueble que se inserta en un medio natural y paisajístico de gran originalidad y valor, así como su correcta contemplación e interpretación.
Este molino se encuentra en ruinas pero todavía podemos apreciar sus principales elementos.